# HSPA4
La proteína de choque térmico 4 (HSPA4) es una proteína codificada en humanos por el gen HSPA4.
La proteína codificada por este gen fue originalmente propuesta como un miembro de la familia de proteínas de choque térmico Hsp70. Sin embargo, ahora se sabe que la proteína humana HSPA4 es un ortólogo de la proteína de ratón Apg-2 y es miembro de la familia Hsp110.

## Interacciones
La proteína HSPA4 ha demostrado ser capaz de interaccionar con:
- HDAC1[4]
- STUB1[5]
- HDAC2[4]
- TTC1[6]
- NAD(P)H deshidrogenasa (quinona 1)[7]
- HSF1[8][9]
- HSPBP1[6]
- APAF1[10]
- DNAJB1[6]